# Pierre Berthezène
Pour les articles homonymes, voir Berthezène.
Pierre Berthezène, né le 24 mars 1775 à Vendargues (Hérault) et mort le 9 octobre 1847 dans cette même commune, est un général français de la Révolution et de l’Empire, titré par Napoléon. 
Il s'illustre au cours des guerres napoléoniennes puis lors de la conquête de l'Algérie, notamment lors de l'expédition d'Alger de 1830 au commandement de la 1re division du corps expéditionnaire qui lui vaut d'être élevé à la pairie par le roi Louis-Philippe en 1832.

## Biographie
D'origine modeste, destiné à la vie ecclésiastique par ses parents, Jacques Berthezène et Marguerite Causse, son instruction est délivrée par un curé afin qu'il fasse ses études au séminaire de Montpellier. Toutefois, il ne termine pas son cursus qui est stoppé par la Révolution française. Cela le pousse à s'enrôler dans l'armée.

### Les guerres de la Révolution
Le 15 septembre 1793, il entre comme soldat dans le 5e bataillon de volontaires de l'Hérault. Intégré dans la 7e demi-brigade provisoire de bataille (devenue 10e d'infanterie de ligne en l'an IV). Il y croise d'autres sous-officiers comme Jean Lannes et Claude-Victor Perrin qui seront par la suite également généraux. Il obtient les grades de caporal, sergent et sergent-Major les 17, 19 et 22 septembre 1793. Il rejoint ensuite l'armée des Pyrénées orientales. 
Le 17 septembre 1793, quelques jours après l'affaire de Peyrestortes, la brigade renforce le corps qui assiège Toulon. À la prise de la ville et la déroute de l'armée anglaise, qui décide l'évacuation de la ville, il enlève à un sous-officier anglais son fusil et le conserve. Cet acte de bravoure lui vaut le grade de lieutenant le 19 juin 1794. 
Sa demi-brigade passe alors à la division Garnier de l'armée d'Italie, où il sert jusqu'en l'an IX avec beaucoup de distinction.
Élu lieutenant par ses camarades le 18 novembre 1795, il combat à Castiglione le 5 août 1796, à La Corona le 29 juillet 1796 et à La Favorite le 16 janvier 1797, il est employé en qualité de lieutenant-adjoint le 2e jour complémentaire de la même année à l'état-major de l'armée.
En l'an VII, à la reprise des hostilités, le général Grenier l'attache à son état-major, et le général en chef le fait capitaine le 23 juin 1799, sur le champ de bataille de Saint-Julien (San Giuliano Vecchio), où se déroulera plus tard la bataille de Marengo.
Le général Compans le prend auprès de lui comme aide de camp provisoire, en vertu d'un ordre spécial du général en chef. Le 19 avril 1800, lors de l'attaque de Saint-Jacques (campagne du Var), il reçoit un coup de feu à la tête. Élevé au grade de chef de bataillon à la 72e demi-brigade d'infanterie de ligne le 1er thermidor, il est confirmé le 27 août 1800 par un arrêté des consuls, il ne cesse ses fonctions d'aide-de-camp et ne se rend à sa demi-brigade que le 23 octobre 1800. Il en prend le commandement le 25 décembre à la bataille de Pozzolo, sur le Mincio. Il est atteint d'un coup de feu à la jambe gauche, blessure qui l'oblige à marcher avec des béquilles pendant les deux années suivantes.

### Le Consulat et l'Empire
Employé au camp de Saint-Omer de 1803 à 1805, et à l'armée du Nord en 1805 et 1806, il est nommé membre de la Légion d'honneur le 14 juin 1804 et élevé au grade de major du 65e régiment de ligne le 10 juillet 1806. C'est alors qu'il accompagne Louis Bonaparte en Hollande et occupe le Hanovre.  
Colonel du 10e d'infanterie légère le 10 février 1807, l'Empereur, en lui confiant ce dernier commandement, lui dit : « Je vous donne un régiment qui vaut ma garde. » Le nouveau colonel se montre digne de cette faveur, particulièrement au combat d'Heilsberg le 10 juin 1807 où le régiment se distingue. L'Empereur lui accorde la croix d'officier de la Légion d'honneur le 11 juillet 1807, et le crée baron de l'Empire, avec une dotation en Westphalie le 19 mars 1808.
Après la paix de Tilsitt, le 10e léger est placé sous les ordres du maréchal Davout et occupe l'île Rügen, sur la Mer Baltique. Lorsque les armements de l'Autriche (cinquième Coalition) appellent les armées françaises sur le Danube, le 10e léger rejoint à marche forcée la Bavière. En l'espace de vingt jours, la 10e division Saint-Hilaire peut franchir la distance qui la sépare de Ratisbonne et rassurer les populations bavaroises, que l'approche des Autrichiens épouvantait.
On lit dans le 1er Bulletin de la Grande Armée, daté de Ratisbonne le 24 avril 1809 :

« Bataille de Tann, le 19 avril. La division Saint-Hilaire, arrivée au village de Peissin, y rencontra l'ennemi plus fort en nombre, mais bien inférieur en bravoure; et là s'ouvrit la campagne par un combat glorieux pour nos armes. Le général Saint-Hilaire culbuta tout ce qui était devant lui, enleva les positions de l'ennemi, lui tua une grande quantité de monde et lui fit 6 à 700 prisonniers.
Bataille d'Eckmühl, le 22 avril. Le délai des événements militaires serait trop long : il suffit de dire que, mis en pleine déroute, l'ennemi a perdu la plus grande partie de ses canons et un grand nombre de prisonniers ; que le 10e d'infanterie légère se couvrit de gloire en débouchant l'ennemi, et que les Autrichiens, débusqués du bois qui couvre Ratisbonne, furent jetés dans la plaine et coupés par la cavalerie. »

Pierre Berthezène est gravement blessé lors de la bataille d'Eckmühl le 22 avril 1809 lorsque le 10e Léger enlève la principale position ennemie. Il se trouve, le lendemain de cette bataille, devant Ratisbonne quand l'empereur l'élève le 23 avril 1809, au grade de commandeur de la Légion d'honneur, récompense qui, à cette époque, semble réservée aux officiers généraux. La division Saint Hilaire passe sous les ordres du maréchal Lannes. Elle prend Vienne (Autriche), puis passe le Danube  pour combattre à Essling les 21 et 22 mai 1809. Le 10e Léger s'empare de la position capitale à Wagram le 5 juillet, mais ne peut s'y maintenir puis le lendemain enlève Wagram. À peine rétabli de sa précédente blessure, il en reçoit deux autres, fort graves, lors de cette bataille.
Promu général de brigade le 6 août 1811, il remplace, par ordre de l'empereur, le général Razout dans le commandement de l'île de Walcheren (dont les Anglais s'étaient emparés en 1809 : Expédition de Walcheren) le 9 octobre, et le 6 décembre il entre dans les grenadiers de la Garde impériale avec le titre d'adjudant-général.
C'est en cette qualité qu'il fait la campagne de Russie en 1812, où il commande trois régiments de la Jeune Garde. Le 22 octobre, il protège le général Lenoury, chargé de détruire le Kremlin, puis il soutient la retraite de l'armée française jusqu'au moment où le corps d'armée du duc de Bellune (maréchal Victor) peut le relever dans ce service. À la Bérésina du 26 au 29 novembre 1812, appuyé du prince Émile de Hesse-Darmstadt, qui se place volontairement sous ses ordres, il attaque la droite des Russes, leur fait 1 400 prisonniers, que Napoléon Ier se plait à compter près du pont, et par ce mouvement hardi contribue puissamment au succès du maréchal Ney. C'est le témoignage que le maréchal Mortier lui rend auprès de l'empereur.
Au début de la campagne de Saxe (1813), il commande la portion de la Vieille Garde qui est à l'armée, et le jour de la bataille de Lützen le 2 mai, avant que le général Roguet n'arrive, il a reçu de l'empereur cet ordre bref : « La garde au feu ! » La garde va au feu, et la Couronne-de-Fer devient la récompense de son brave chef le 4 août 1813.
Le 21 mai, à Bautzen, il est chargé de faciliter le débouché du 4e corps du général Bertrand, que commande pour cette opération le maréchal Soult. L'empereur, qui arrive peu après, approuve les dispositions qu'il a prises.
Nommé général de division le 4 août, il reçoit à la reprise des hostilités, qui ont lieu le 14 août, le commandement de la 44e division d'infanterie au 14e corps, sous les ordres du maréchal Saint-Cyr, dont il fait l'avant-garde pendant toute la campagne. À la tête d'une division du 4e corps, il contribue à la victoire de Dresde les 26, 27 et 28 août. Il y demeure jusqu'à la capitulation (on sait que les 1er et 14e corps, restés à Dresde, furent forcés, par le manque de vivres et de munitions, à capituler le 11 novembre, et que les coalisés violèrent la capitulation et les envoyèrent prisonniers en Hongrie).

### La Restauration

#### La Première Restauration et les Cent-Jours
En juin 1814, rentré des prisons de l'ennemi après le retour des Bourbons, il est mis en disponibilité. Cependant le roi Louis XVIII le décore de la croix de Saint-Louis le 19 juillet 1814, et, sur la demande du maréchal Soult, l'attache au comité de la guerre le 18 décembre. Il est dans cette position au moment du débarquement de Napoléon Bonaparte au Golfe-Juan. Berthezène le seconde pendant les Cent-Jours, s'attachant ainsi de nouveau à la fortune de son ancien souverain.
Le 29 mars 1815, Napoléon le nomme président de la commission chargée du placement des officiers en demi-solde, et lui confie le 7 juin la 11e division d'infanterie, 3e corps de l'armée du Nord. Il combat vaillamment à Fleurus le 16 juin, et y perd le cheval qu'il monte. Le général Habert ayant été gravement blessé à Wavre, il réunit le commandement de cette division à la sienne. Il chasse des hauteurs de Bierges 8 bataillons prussiens qui défendent cette position. Le 20 juin, le général Vandamme met sous ses ordres deux autres divisions d'infanterie, et le charge d'arrêter l'ennemi pour donner le temps au maréchal Grouchy de prendre position à Dinant : il en résulte un combat très vif sous les murs de Namur, qui dure jusqu'à la nuit, et dans lequel il a un cheval tué sous lui.
Quand le gouvernement provisoire fait semblant de vouloir se battre sous Paris, le général Berthezène est envoyé au 3e corps pour en prendre le commandement, mais l'armistice ayant été conclu, il rentre à sa division. Après les événements de la "seconde abdication" de Napoléon, il commande ce corps derrière la Loire jusqu'au licenciement. Autorisé le 16 septembre à se retirer dans ses foyers, il obtient le 9 décembre un congé pour se rendre en Belgique.

#### LaSeconde Restauration
Après le licenciement de l'armée de la Loire, le général vient à Paris, où il a son domicile. Le général Despinois, qui commande Paris, l'appelle à son état-major, et lui déclare qu'il ne peut autoriser son séjour dans la capitale, qu'il doit voir le ministre de la Guerre le Duc de Feltre. il va trouver le ministre, qui lui dit de se rendre dans son pays. Sur son observation que ce serait chercher une mort certaine, le ministre l'engage à indiquer lui-même un lieu de séjour. Il choisit successivement Lyon, Strasbourg, Rouen, qu'on lui refuse. Puis on lui désigne Saint-Pol, près d'Arras, où les troupes anglaises sont cantonnées, et à son tour il refuse. Enfin, après avoir demandé en vain de se rendre en Italie ou en Prusse, on lui ordonne de partir pour la Belgique, où la police française entretient de nombreux agents.
Son exil ne dure que quelques mois, et, ce qui est assez remarquable, c'est que le ministre qui l'a forcé à quitter la France lui écrit de rentrer sans délai sous peine d'être rayé des contrôles de l'armée. Il rentre donc. Il est placé en non-activité le 18 avril 1816.  
En 1818, il s'inscrit dans la « dévote et royale confrérie » des pénitents bleus de Montpellier. Il reçoit du maréchal Gouvion-Saint-Cyr le 30 décembre 1818, une inspection générale d'infanterie et est remis en activité en 1820. Il est nommé grand officier de la Légion d'honneur le 29 octobre 1828 et membre du comité consultant de l'infanterie le 3 janvier 1830. 

#### L'expédition en Algérie (1830)
Il a le commandement de la 1re division de l'armée envoyée à Alger en 1830, où il contribue beaucoup au succès des armées françaises.

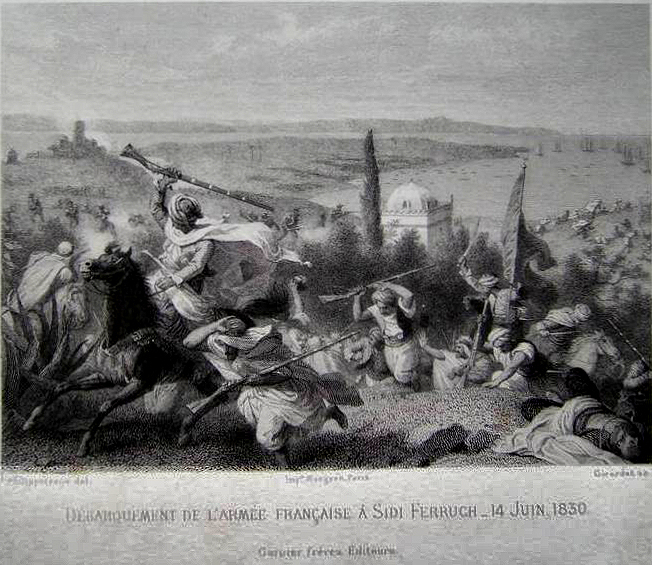
Débarquement de l'armée Française à Sidi Ferruch, 14 juin 1830.

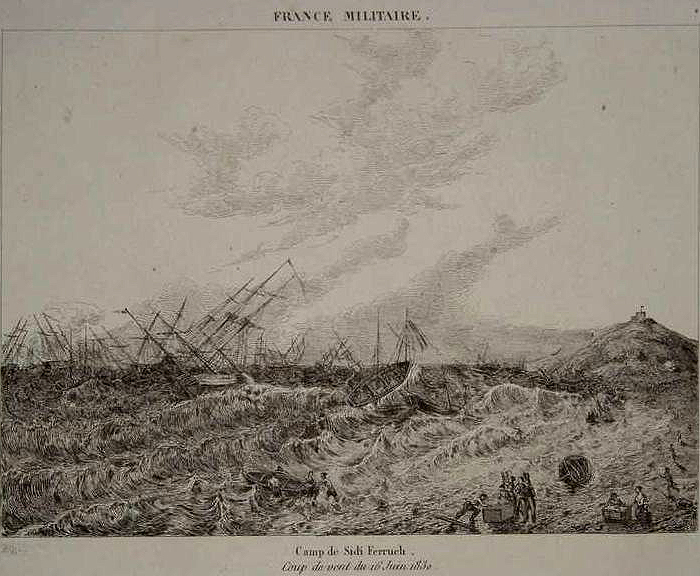
Coup de vent au camp de Sidi Ferruch, le 16 (26?) juin 1830.

Le 14 juin, il débarque le premier sur le sol africain, et le même jour il s'empare de la position des Turcs, défendue par 16 pièces de seize et par 2 mortiers. Ensuite il se rend maître du camp de Staoueli et de la forte position de Bouzareah. Le 16 juin, l'armée est assaillie par un orage épouvantable qui la menace du sort qu'éprouve celle de Charles Quint. En peu d'instants les munitions sont avariées, et le général en chef de Bourmont, craint une attaque dans cette circonstance importante, ordonne aux troupes de rétrograder sur Sidi-Ferruch. Le général Berthezène va trouver le général en chef et lui fait remarquer qu'un mouvement en arrière produirait un inconvénient plus grave que celui qu'on veut éviter, il lui déclare que, dans le cas même où les troupes seraient réduites à ne se servir que de leurs baïonnettes, il répondrait encore de sa position. Le général en chef cède, le général Berthezène se maintient, et bientôt l'armée peut marcher en avant.
Sa conduite lors de prise d'Alger décide de Bourmont, puis le général Bertrand Clauzel, à demander pour lui la pairie, qui lui est accordée deux ans après. 

### La monarchie de Juillet

#### Commandant en chef en Algérie (1831)
Le général Berthezène revient en France au mois de novembre 1830. Louis-Philippe Ier le nomme grand-croix de la Légion d'honneur le 27 décembre 1830. Le  21 février 1831, il est nommé commandant en chef en Algérie en remplacement du général Bertrand Clauzel. Il y fait plusieurs établissements utiles, et toute sa conduite tend à faire aimer et respecter le nom français. Les Arabes le surnomment le Marabout (le saint).
Forcé au milieu de l'été d'aller jusqu'à Maâtkas, il se voit assailli, dans les défilés de l'Atlas, par un grand nombre de populations, soulevées par l'intrigue et encouragées par l'affaiblissement des forces françaises; celles de la plaine se révoltent et viennent attaquer les Français au gué de Oued El Harrach et à la ferme modèle.
La mort du capitaine qui commande l'arrière-garde jette dans les rangs quelques désordres qui sont réparés à l'entrée dans la plaine. Mais cet incident, exploité par l'envie, donne lieu alors à des calomnies que le Journal des débats croit devoir reproduire le 2 juillet 1840, et auxquelles le général répond par la lettre suivante :

« Au rédacteur,
Paris, ce 2 juillet 1840,
Monsieur,

Votre article du 29 juin renferme deux choses très distinctes : les dispositions, c'est l'affaire du général, la déroute épouvantable, c'est l'affaire de la troupe.
Voyons d'abord l'affaire du général. Après avoir fait panser sur le Téniah les blessés, parmi lesquels 9 étaient portés par des hommes, et les avoir dirigés sur la ferme de Mouzaia, j'envoyai, sous les ordres du colonel Marion, un bataillon prendre position à une lieue et demie environ du col, sur un saillant qui permettait de prendre des feux de revers ; 4 compagnies du 20e suivirent les crêtes qui dominent le défilé, tant pour que la colonne ne pût être inquiétée, que pour dominer l'ennemi qui suivrait l'arrière-garde.
Ces dispositions prises, je commençai mon mouvement. Il n'est donc pas vrai que les hauteurs n'étaient pas couronnées, et le général peut dire à bon droit qu'il a fait son métier.
Maintenant, est-il vrai qu'il y ait eu une déroute épouvantable ? On va le voir.
Une compagnie de grenadiers du 20e, commandée par le capitaine Dupuis, fermait la marche et couvrait la retraite. Le malheur voulut que ce brave capitaine fut tué. Cette mort jeta du trouble et un assez grand désordre dans les rangs. Il fut court. Le général Buchet fit faire demi-tour à ses troupes, et reprit, au pas de course, deux positions mal défendues dans les premiers instants de trouble. L'ennemi n'osa plus nous suivre, et nous arrivâmes vers huit heures à Mouzaia, sans avoir été inquiétés, quoique la plaine fût couverte d'Arabes à cheval.
Voilà l'épouvantable déroute.
Les troupes reposées et repues quitteront Mouzaya vers quatre heures. L'ennemi voulut inquiéter l'arrière-garde ; mais le général Fouché l'en dégoûta bien vite, et nous ne le trouvâmes ni au gué de la Chiffa, ni au défilé de Bouffarick, c'est-à-dire que nous ne le vîmes plus.
Voilà, Monsieur, la vérité ; tout ce qui, dans ce récit que vous m'opposez, est en désaccord avec ce que je dis, est contraire à la vérité. Il serait indigne de moi de discuter les historiettes dont ce récit est embelli ; elles sont étrangères au fait, et quel homme de sens peut y croire ?...
J'ai l'honneur de vous saluer,
Le lieutenant-général baron Berthezène. »

Plus tard, le fameux Ben-Zamoun se porte sur El Harrach : une heure de combat en fit justice ; il en est de même des tribus de l'Ouest venues pour sa joindre à lui. Remplacé par le général Savary le 6 décembre 1831, le général Berthezène, qui a étendu de plus d'une lieue la ligne de des postes français, rentre en France en janvier 1832.
Homme d'une grande probité, le général Berthezène a donné en Algérie des preuves nombreuses de désintéressement. Par exemple, immédiatement après la conquête d'Alger, le ministre du trésor du Dey lui ayant fait don d'un troupeau de mérinos, le général fait vendre ce troupeau et en dépose le prix (6 000 francs) au trésor de l'armée. Un reçu lui est donné, et un procès-verbal de l'intendant-militaire constate que le troupeau est sa propriété. Pendant les onze mois de son commandement en Afrique, il a à sa disposition 6 000 francs par mois sur les fonds secrets, c'est-à-dire 66 000 francs pour les onze mois ; il ne dépense que 11 000 francs. Son prédécesseur, le général Loverdo, avait employé en quatre mois 104 000 francs sur le même fonds.

#### Membre de la Chambre des pairs (1832-1847)
Le général Berthezène est élevé à la pairie le 11 octobre 1832.
« M. le général Berthezène a rarement abordé la tribune de la chambre haute ; mais toutes les fois qu'il s'est agi de faire preuve de modération, comme dans les procès politiques, ou d'émettre une opinion sur des questions de principes, telles que celles relatives à l'hérédité de la pairie, à la colonisation d'Alger, aux lois dites de septembre et d'apanage, auxquelles il est peu favorable, il n'a point hésité, il n'a point fait défaut à ses convictions[réf. nécessaire]. »
Le 23 mars 1840, il est entré dans la 2e section du cadre de l'état-major général, et le 8 novembre 1842 il a été nommé membre de la commission de souscription pour élever à Alger une statue à la mémoire du duc d'Orléans.
Controverse à propos de Gérard et Grouchy (1840)
Berthezène prend parti dans la discussion qui s'est élevée entre le maréchal Gérard et le maréchal Grouchy, au sujet de la conduite de ce dernier au mois de juin 1815.
Dans une lettre du 27 mai 1840, adressée aux auteurs de la Biographie des hommes du jour, Berthezène, discutant la notice que ces écrivains ont consacrée au maréchal Grouchy dans leur ouvrage, essaye d'établir que Grouchy a été, du 16 au 18 juin 1815, et quelques jours plus tard, à Villers-Cotterêts, un général en chef au moins inintelligent, venant ainsi en aide au maréchal Gérard et à ses amis.
Cette lettre fit grand bruit. Grouchy s'émeut, il porte plainte à la Chambre contre son collègue, de part et d'autre on invoque des témoignages : la question reste dans l'état où la lettre l'a mise. Alors vient le tour des influences pour amener le général à une sorte de désaveu, on en appelle à la subordination du lieutenant-général envers le maréchal de France, à son excellent cœur, au besoin de calme et de paix. Le général cède, et le 19 novembre 1840 il signe la lettre de rétractation qui lui est présentée. Ainsi finit pour le général sa coopération à une lutte que le maréchal Gérard n'abandonne point.
Pair de France jusqu'à sa mort, le général Berthezène vote dans la Chambre haute pour le Gouvernement de Juillet, sans se montrer, d'ailleurs, très exact aux séances : dans les dernières années de sa vie, il se tient de préférence à l'écart de la politique.
Il meurt le 9 octobre 1847 à Vendargues (Hérault) et est inhumé au cimetière de cette commune.

## Œuvres
- Dix huit mois en Algérie
- Souvenirs militaires, publié par son fils, Paris, 1855.

## Armoiries
| Figure | Blasonnement |
|        | Armes du baron Berthezène et de l'Empire (décret du 19 mars 1808, lettres patentes du 2 juillet 1808 (Bayonne)) De sable au lion d'argent tenant une épée levée de la patte dextre et une rondache de la senestre, quartier des barons militaires brochant sur le tout., Livrées : gris de fer, bleu de ciel et blanc. |

## Hommages
Il fait partie des 558 officiers à avoir leur nom gravé sous l'arc de triomphe de l'Étoile.
- Grand-croix de la Légion d'honneur